# Gasthaus Zum Rabenauer Grund

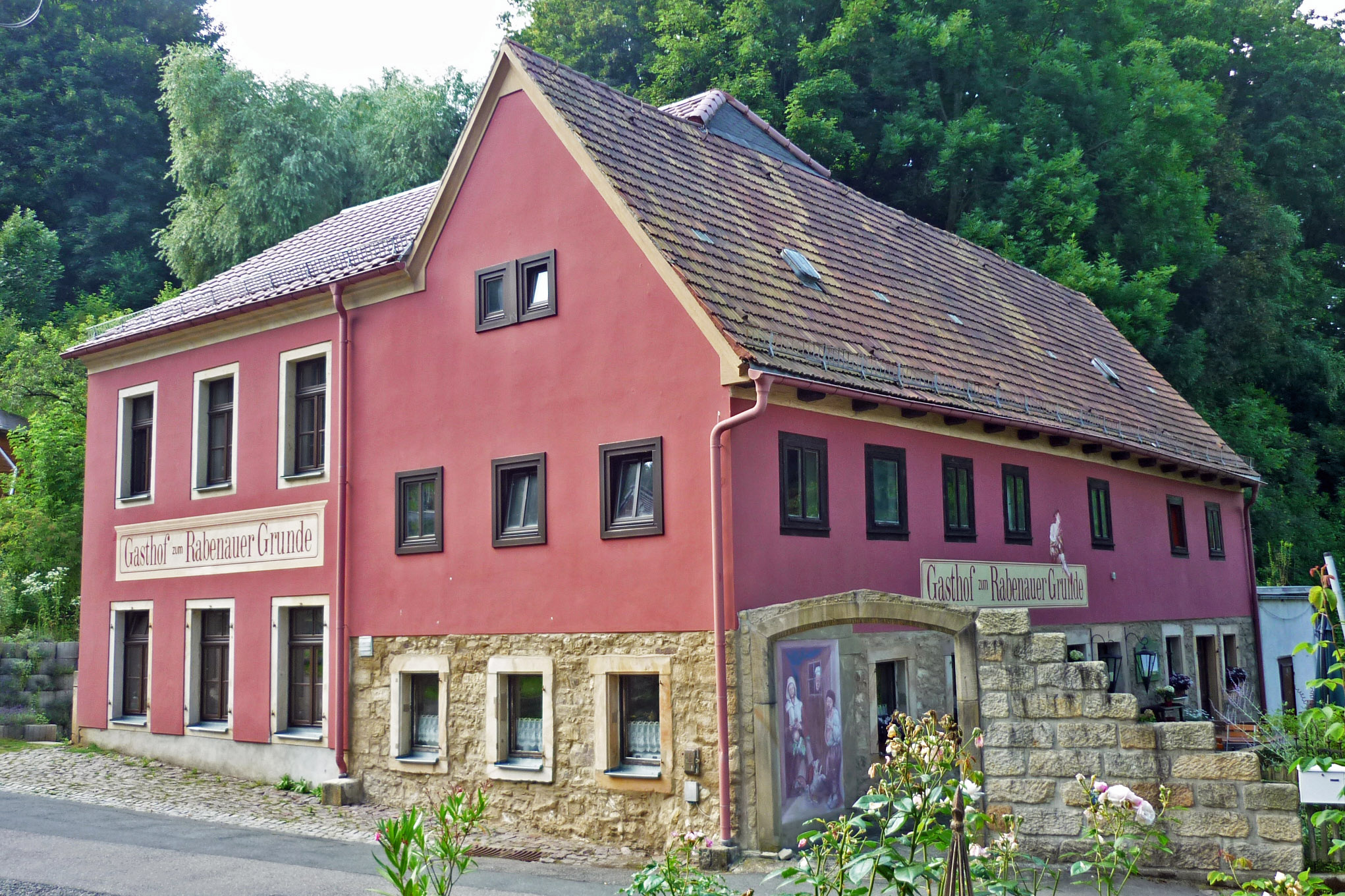
Straßenseitige Ansicht (2014)

Das Gasthaus Zum Rabenauer Grund ist ein denkmalgeschütztes Gebäude im Freitaler Stadtteil Hainsberg.
Das Haus befindet sich in der Ortslage Coßmannsdorf an der Somsdorfer Straße 6. Es liegt direkt am Abzweig der „neuen Serpentinstraße“ (Höckendorfer Straße) vom Beginn des Alten Bergs nach Somsdorf am Eingang des Rabenauer Grunds. Unweit des Gebäudes fließt der Somsdorfer Bach hinab zur Roten Weißeritz. Der Gasthof besteht aus zwei rechtwinklig zueinander stehenden Gebäudeteilen mit Satteldach und zwei Geschossen, von denen das obere in Fachwerk ausgeführt ist. Das Fachwerk ist von zu den Straßenseiten hin rot gestrichenem Putz überdeckt. An der Nordseite befindet sich ein flacher Anbau. Der Hauptzugang befindet sich in Richtung der Somsdorfer Straße, auf dem Hof ist Platz für Außengastronomie.
Überliefert ist das Baujahr 1836, es wird aber davon ausgegangen, dass das Gebäude im Kern aus dem 18. Jahrhundert stammt. Durch die Lage an der Butterstraße, einer alten Handelsstraße zwischen Dresden und dem Erzgebirge, diente es in früheren Zeiten als Rasthaus für Fuhrleute auf ihrem Weg auf dem Abschnitt zwischen Coßmannsdorf und Somsdorf. Aufgrund des starken Gefälles auf dem Abstieg von Somsdorf hinab mussten die Fuhrwerke mit Hemmschuhen gebremst werden. Am Fuß des Bergs befand sich das Gasthaus und die Hemmschuhe konnten hier abgenommen werden, sodass sich die Bezeichnung „Hemmschuhschänke“ einbürgerte.
Aufgrund seiner bau- und ortsgeschichtlichen Bedeutung wurde das Gasthaus Zum Rabenauer Grund in die Kulturdenkmalliste aufgenommen. Es wird bis heute als Gaststätte betrieben, seit 2002 von den derzeitigen Eigentümern, die mehrmals eine Empfehlung im Guide Michelin erreichten.